# Francesco Antonio Lapegna
Francesco Antonio Lapegna (Barletta, 8 dicembre 1769 – Napoli, 1817) è stato un pittore italiano.

## Biografia
Nacque a Barletta da Giovanni Lapegna e Maria Maffei. Fu battezzato nella Cattedrale di Santa Maria Maggiore e sin dalla giovane età iniziò a sperimentare la pittura.. Si trasferì a 20 anni a Napoli, dove si iscrisse alla Regia Accademia. Sul finire del 1700 curò i disegni del primo libro italiano dedicato al Nuoto, del terlizzese Oronzio De Bernardi, pugliese anch'esso
Lavorò per la corte napoletana e per la scuola di disegno artistico di Napoli.
Morì nella seconda decade del 1800 nella città che l'aveva accolto.
Molte sue opere sono conservata a Barletta, mentre una tela di grandi dimensioni sforna la Biblioteca della Reggia di Caserta.